# 선비족

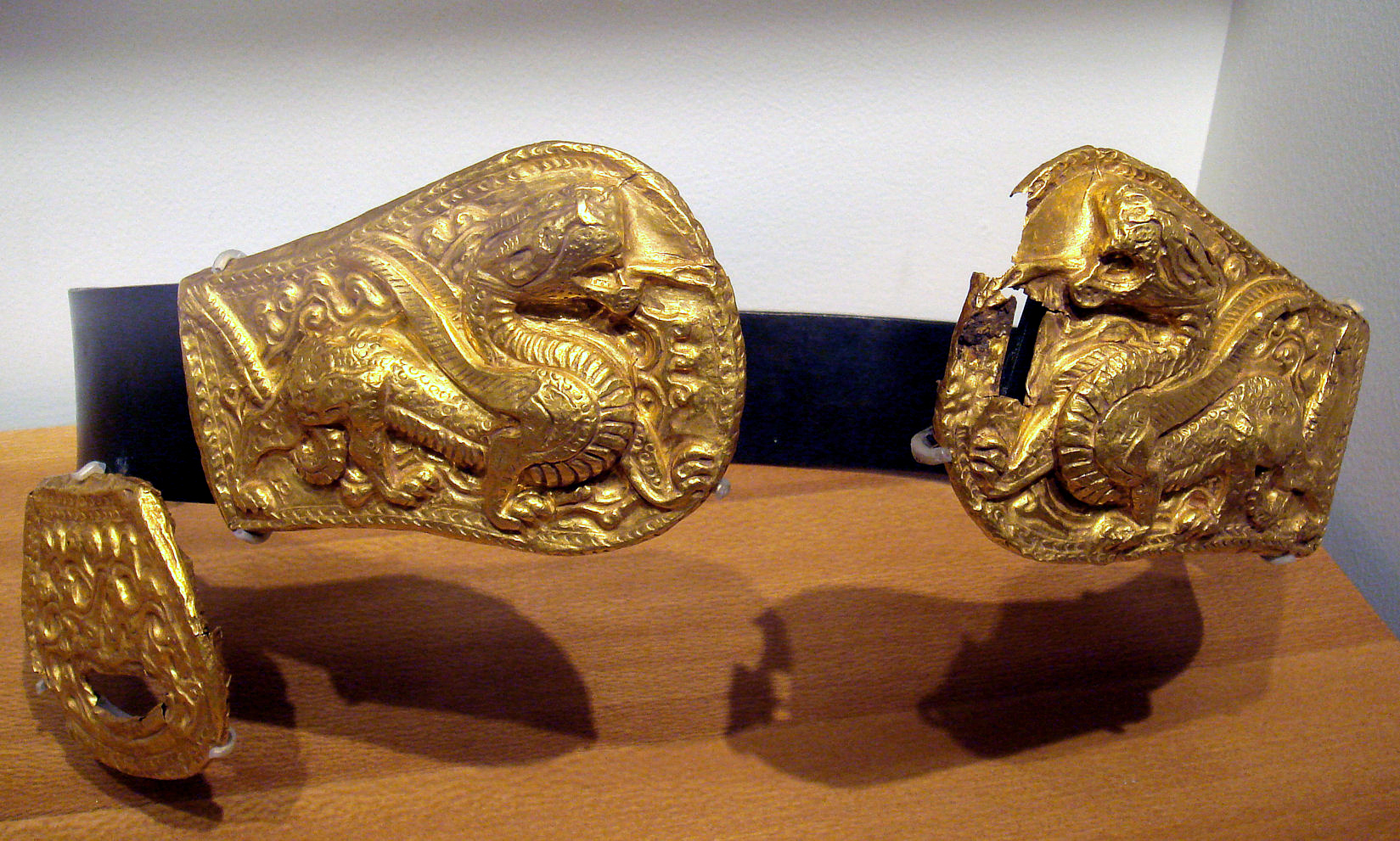
3~4세기에 제작된 선비족의 벨트 버클

선비족(중국어: 鮮卑, 병음: Xiānbēi, 기원전 1세기 ~ 6세기)은 만주 지역과 요동에 널리 퍼져 있던 민족으로 발흥하여 점차 중국으로 대이동하여 침입, 정복활동을 펼친 동호계 민족이다. 생활은 주로 정주 농경 생활과 목축을 하였으며 유목을 하는 사람들도 있었다. 선비족의 유물은 대부분 요동과 만주지역 그리고 한반도 북부에서 나온다. 위서(魏書) 서기(序起)의 기록에 따르면 선비족은 선비산(山)에서 숨어 들었고 이후 선비산에서 흥기했다고 하나 이것은 부정확한 일설로서 선비산에는 선비 유적은 적어 사료가 의심된다. 하지만 선비족이 건국한 북위는 해당 기록을 보고 선비산에 제사를 지내기도 하였다.
사서의 기록에서는 선비족은 원래 흉노가 살던 곳보다 동남쪽인 요동 만주 남부에 살며 흉노에 복속되어 있었고 흉노가 멸망하고 독립하여 중국 북부에 침입, 정복하여 세력을 떨치게 되었다.
선비족은 위진남북조시대에 중국으로 남하하여 내몽고 지역에 정착하면서 중국 대륙을 정복하기 시작한다. 이 과정에서 한족들을 정복해가던 선비족은 한족의 문화를 접하고, 한족은 선비족의 문화를 접하게 되면서 한족과 선비족이 점차 융합되는 호한융합 현상이 일어나게 된다. 이들은 화북에 북위와 북연을 세웠는데 선비족의 북위를 이어 북주, 북제는 남쪽의 한족들을 완전히 복속시키고 대륙을 통일하였다. 북주의 선비족들은 복속된 남조의 한족들에게 선비족의 성씨와 문화를 쓰기를 강요시켰다. 위서에 따르면 선비산에 살았다고 하여 선비족이라고 부른 일설이 기록되어 있고 이것을 근거로 북위 시절 선비산에서 제사를 지냈다고 전해진다. 이전 선비산의 위치는 불확실하여 추정의 영역에 있으며, 현재는 대선비산이라는 명칭을 가진 산이 하얼빈에 존재한다. 하지만 대선비산에 고대에 사람이 살았던 흔적이나 유적은 보이지 않으며, '대선비산'(大鮮卑山)이라는 명칭이 《만주원류고》의 기록에 존재하는 것을 보면 청나라 이후 후대에 붙여진 이름으로 보인다.

## 역사
중국 서북방 지역(현대 산시성과 간쑤성, 화베이성을 접하는 네이멍구 자치구 지역)으로 선비족은 대(大)이동하였다. 선비족은 흉노가 약해진 틈에 흉노로부터 독립하여 만주와 요동에서 세력을 키워 중국 북방으로 침입하였다. 언어학적으로는 선비어에 남아있는 모용선비 언어 연구에서 몽골어와 유사한 언어들이 발견된다.
선비족은 기원전 시기에는 흉노에 복속하였다. 그 후 흉노가 분열하자 독립하여 세력을 길렀다. 1세기가 되자 흉노의 세력이 약해져 선비족이 강성하게 되었다. 흉노족 일파들이 선비족에 가세하여 선비족의 세력은 강대해졌다. 2세기 반경 단석괴(壇石槐)가 등장하여 선비 제국의 통합에 성공하여 세력이 매우 강대해졌다. 단석괴의 사후 선비 제국에서 우문선비, 모용선비, 탁발선비가 서로 독립하여 세력을 이뤘다. 이후 탁발선비는 북위를 건국하였다.
선비족은 중국과 만주의 징검다리 지역인 하북성에 있는 중국인들을 정복하기 시작하여 끝에는 화북을 재패하였다. 이 과정에서 많은 한족들이 노예로 전락하였고 선비족을 주군으로 신봉하는 한족들만이 직책을 얻을 수 있었다. 그리고 한족들의 화남 왕조로부터 조공을 받았는데 한족 화남 왕조는 북위에 정복된 한족들이 선비족 지배층을 섬긴다고 하여 간신배의 명칭 한간이라고 불렀다. 북위 건국 이후 문자는 피지배층 한족이 사용하는 한자를 사용하였고 이후 한자 사용이 늘자 한족식 성씨를 사용하게 되었는데 이러한 정책에 반발하는 선비족이 많았고 북위 멸망 이후 북주에서는 선비족 복고 정책이 일어나 북위 때 사용하던 한족 성씨를 폐지하고 다시 선비족 성씨로 돌아갔다. 청나라의 여진족이 한족(漢族)들에게 수치스로운 변발을 강요했던 것처럼 선비족들도 피지배인 한족들에게 선비족의 풍습과 선비족의 성씨를 따를 것을 강요하였다. 이러한 선비족들이 중국이라는 국가에서 확실한 지배층이 되어가는 과정은 선비족이 북위를 세우면서부터 시작되었으며 북제, 북주, 수나라, 당나라까지 선비족의 무천진 8주국 관롱집단들이 중국의 지배자로서 군림하고 한족(漢族)들은 피지배민족으로서 계속 계승되었다. 한족들은 피지배 위치에 있으면서도 한자 문명을 사용함으로서 이민족 지배층들이 한자 문명화하는 것을 지속시켰다. 북주의 지배층으로 두각을 나타내던 선비족 관롱집단은 순수 선비족끼리만 결혼을 하였으며 이러한 풍습은 수나라의 양견과 당나라 이연까지 이어져 왔다.
- 탁발부(拓跋部)(代, 北魏)
- 모용부(慕容部)(前燕, 後燕, 西燕, 南燕)
- 단부(段部)
- 우문부(宇文部)(北周)
- 흘복부(乞伏部)(西秦)
- 독발부(禿髪部)(南涼)

6개의 부족 선비족의 정체성이 강한 부족은 탁발부, 모용부이고, 단부, 우문부는 우환족에 가깝다. 흘복부, 독발부는 본래 선비족에서 나왔다고 하며, 남량이 망하고 북위에 귀속되었다.
이 외에 모용부로부터 나와 서천한 토욕혼(吐谷渾)도 선비계인데 현지의 티베트인 강인(羌人)도 융합했다.
선비족 탁발부의 북위(北魏)는 439년에 화북을 통일하여 이 이후는 남북조 시대가 되었다. 그 후 중국 한족 남조를 정복하고 북주와 북제로 나뉘었다.
북주에 의해 북제가 멸망하고 이후 수나라의 양견(楊堅)이 북주를 이어받는다. 수나라의 양견은 선비족 우문부가 세운 북주(北周)의 외척인 선비족이다. 그 이유는 북위 때부터 포함된 내몽골 지역인 관중과 농서지방의 무천진 군벌은 선비족이기 때문이다. 옛부터 내몽골에 포함되는 관중과 농서지방은 선비족들의 고향이며 북위 때부터 북주를 거쳐 계속 무천진 출신 선비족 8주국 관롱집단이 중국인들을 지배하던 지역이기 때문이다. 동일하게 선비족의 다얀씨(大野氏, 대야씨)는 북주(北周)의 귀족이며 선비족 8주국 관롱 집단의 출신의 당의 이연(李淵)도 선비족이다. 선비족의 북위는 한자라는 문자를 가진 한족(漢族)의 풍습을 수용하는 정책으로 한족 썽씨를 쓰며 한족 문화를 채택하는 정책을 펼쳤다. 또한 최호 등이 북위 선비족 왕실의 지지를 받고 한호융합 정책을 실시하면 선비족들은 한자 사용에 더해 한족식 성씨를 선비족 왕실로부터 하사받게 되었다. 하지만 당시 중국인 한족(漢族)의 최호를 보면 알 수 있듯이 정복된 피지배족 한족(漢族)이 얻을수 있는 높은 직책들은 한정적이였다. 이후 북위 왕실의 정책에 반발한 선비족들에 의해 북위는 멸망하였고 북주의 우문태 시절에는 몽골제국과 여진족의 청나라가 피지배민족인 한족(漢族)들에게 했던 정책들처럼 피지배민족인 한족(漢族)들에게 선비족 풍습을 강요하고 선비족의 성씨를 쓰도록 강요했다.

## 같이 보기
- 거란
- 가비능
- 팔왕의 난
- 오호 십육국 시대
- 남북조 시대
- 북제
- 고환 (북위)
- 북주
- 우문태
- 오호
- 선비몽골어족
- 선비오환어파